# Lenguas de Guatemala

Mapa lingüístico de Guatemala.

En la república de Guatemala se hablan diversos idiomas. El español es el idioma oficial, y los idiomas mayas, además del idioma garífuna y el idioma xinca recibieron un reconocimiento oficial tras los acuerdos de paz que siguieron al conflicto armado interno. El idioma español es el que tiene mayor difusión en Guatemala y es entendido por casi toda la población; la mayoría de los hablantes indígenas son bilingües, y únicamente el 2 % de la población no lo puede hablar ni entender. En el pasado también se hablaban los idiomas náhuat (comúnmente conocido como pipil) y náhuatl (este último antes de la conquista en zonas de los departamentos de Jutiapa, Santa Rosa y Guatemala, y entre la nobleza de otras zonas del país; y después de la conquista en Salamá, San Agustín Acasaguastlán, y Almolonga) pero se extinguirían para el siglo XIX.
Los acuerdos de paz firmados en diciembre de 1996 llegaron a un compromiso de estado respecto al reconocimiento de los diferentes idiomas del país, que se define como país multilingüe, y se hace constar en la Constitución que los idiomas mayas deberán respetarse y difundirse.
Se han hecho esfuerzos por difundir los idiomas mayas, sin embargo, los pocos hablantes que quedan hacen difícil la tarea, muchos jóvenes de las nuevas generaciones no llegan a aprender el idioma indígena de sus padres. Actualmente los idiomas más hablados son el q'eqchi', el k'iche', el mam, el kaqchikel y el Poqomchi', los cuales tienen algunos vocablos y reglas gramaticales en común.

## Idiomas mayas
Los idiomas mayas de Guatemala, son las variedades lingüísticas que derivan históricamente del protomaya. El protomaya es una protolengua hipotéticamente reconstruida mediante el método comparativo y otras técnicas de la lingüística histórica, al diversificarse esta lengua por estar sus hablantes separados por distancias grandes, las diferentes variedades se hicieron más y más diferentes hasta crear un conjunto de hablas diferenciadas, que carecen en muchos casos de inteligibilidad mutua. Usualmente estas hablas mayas se clasifican en 25 lenguas (la siguiente sección da los nombres y alguna información adicional sobre cada lengua.

## Lenguas yutonahuas o uto-aztecas
Entre las lenguas yutonahuas o uto-aztecas, el idioma náhuat (comúnmente conocido como pipil), actualmente está extinto en Guatemala y únicamente sobrevive en el país vecino de El Salvador. Sus hablantes se encontraban al sur del país, en los departamentos de Jutiapa, Quetzaltenango, Escuintla, Sacatepéquez, Suchitepéquez, y aledaños. Es mencionado en documentos de la época colonial, como en la Recordación Florida del cronista del siglo XVII Francisco Antonio de Fuentes y Guzmán.
En Centroamérica surgiría antes de la conquista una variante del náhuatl central, a la que investigadores como Sergio Romero y Margarita Cossich Vielman han denominado como Náhuatl Central Centroamericano. Esta variante habría sido una lengua franca entre las poblaciones de la costa pacífica guatemalteca; y habría sido hablada comúnmente en algunas zona de los departamentos de Jutiapa, Santa Rosa y Guatemala, así como entre la nobleza de otras zonas de Guatemala y Centroamérica (como podría ser la zona central de altiplano guatemalteco o en Baja Verapaz). Está variante tiene rasgos que si bien se encuentran en otras variedades, su particular combinación la hace única y distinta de las variantes náhuatl central de México, lo cual supone que habría llegado a Centroamérica siglos antes de la llegada de los españoles. Está lengua se ocuparía para escribir los documentos coloniales tempranos de o dirigido a todos los pueblos nahuas guatemaltecos (incluso los de habla náhuat, de la que se carece de manuscritos coloniales, incluyendo en El Salvador) y para evangelizar a la población de la costa pacífica guatemalteca; así el documento anónimo, procedente de Escuintla y escrito en el siglo XVII, titulado «Tratado de la vida y muerte de nuestro Señor Jesu Christo, en lengua vulgar Mexicana de Guatemala», menciona que el náhuat (que refiere como pipil, y que afirma que está hecha de pedazos de la lengua reverencial, el náhuatl central mexicano) era hablado en 2 o 3 poblaciones, y que los hablantes no solían ocuparla con los residentes españoles y sacerdotes, sino que para la comunicación interetnica ocupaban la lengua vulgar (el náhuatl central centroamericano).
Con la llegada de los españoles, grupos hablantes de náhuatl central serían trasladados a Guatemala asentándose en Salamá, San Agustín Acasaguastlán, y en Almolonga; siendo en este último donde se asentaron los indígenas auxiliares (principalmente tlaxcaltecas) que acompañaron a los españoles en la conquista.

## Tabla lingüística de Guatemala
De acuerdo al censo realizado en el año 2018, los hablantes maternos mayores de 4 años de cada uno de los idiomas son los siguientes:
| Idioma               | Familia     | Rama          | Hablantes maternos | Notas |
| -------------------- | ----------- | ------------- | ------------------ | --- |
| Español              | Indoeuropeo | Iberorromance | 9 488 838          | Datos de 2018. El español es el idioma oficial del país. El 70 % de la población aprendió a hablar con este idioma. |
| K'iche'              | Maya        | K'iche'       | 1 054 818          | Datos de 2018. Idioma hablado en seis departamentos: en cinco municipios de Sololá, Totonicapán, Quetzaltenango, El Quiché, Suchitepéquez y Retalhuleu. Es hablado por el 7.76 % de la población. |
| Q'eqchi'             | Maya        | K'iche'       | 1 127 387          | Datos de 2018. Se habla en Alta Verapaz, El Petén, Izabal y en El Quiché. Es hablado por el 8.31 % de la población. |
| Kaqchikel            | Maya        | K'iche'       | 411 089            | Datos de 2018. Se habla en siete departamentos: En Guatemala(San Juan Sacatepéquez, San Pedro Sacatepéquez), Sacatepéquez, Chimaltenango, en Escuintla, Suchitepéquez, Baja Verapaz y Sololá. Es hablado por el 3.03 % de la población.                                                                               |
| Mam                  | Maya        | Mam           | 590 641            | Datos de 2018. Se habla en tres departamentos: Quetzaltenango, en el departamento de San Marcos y Huehuetenango, por el 4.4 % de la población del país. |
| Poqomchi'            | Maya        | K'iche'       | 133 074            | Datos de 2018. En Baja Verapaz y en Alta Verapaz. Es hablado por el 0.98 % de la población. |
| Tz'utujil            | Maya        | K'iche'       | 72 436             | Datos de 2018. Se habla en los departamentos de Sololá y Suchitepéquez. Es hablado únicamente por el 0.53 % de la población. |
| Achi                 | Maya        | K'iche'       | 124 338            | Datos de 2018. Es hablado en cinco municipios del departamento de Baja Verapaz. Es hablado por el 0.5 % de la población. |
| Q’anjob’al           | Maya        | Q'anjob'al    | 166 261            | Datos de 2018. Se habla en 4 municipios del departamento de Huehuetenango, por el 1.23 % de la población del país. |
| Ixil                 | Maya        | Mam           | 114 997            | Datos de 2018. Hablado en 3 municipios del departamento de Quiché, también conocido como el Triángulo Ixil: Santa María Nebaj, San Gaspar Chajul, San Juan Cotzal, es hablado por el 0.85 % de la población del país.                                                                                                 |
| Akateko              | Maya        | Q'anjob'al    | 55 290             | Datos de 2018. Es hablado en dos municipios del departamento de Huehuetenango: San Miguel Acatán y San Rafael La Independencia, por el 0.4 % de la población del país. |
| Jakalteco (o Popti') | Maya        | Q'anjob'al    | 32 568             | Datos de 2018. Se habla en el departamento de Huehuetenango, por el 0.24 % de la población del país. |
| Chuj                 | Maya        | Q'anjob'al    | 58 592             | Datos de 2018. Se habla en tres municipios del departamento de Huehuetenango, por el 0.43 % de la población del país. |
| Poqomam              | Maya        | K'iche'       | 10 787             | Datos de 2018. Es hablado en el departamento de Jalapa y en el departamento de Escuintla. Es hablado únicamente por el 0.08 % de la población. |
| Ch'orti'             | Maya        | Chol          | 16 663             | Datos de 2018. Se habla en 2 municipios del departamento de Chiquimula (Jocotán y Camotán). Se habla también en una parte del municipio de La Unión en Zacapa, por el 0.12 % de la población del país. |
| Awakateko            | Maya        | Mam           | 10 145             | Datos de 2018. Se habla principalmente en el municipio de Aguacatán en el departamento de Huehuetenango, por el 0.07 % de la población del país. |
| Sakapulteko          | Maya        | K'iche'       | 6528               | Datos de 2018. Se habla en el municipio de Sacapulas en El Quiché. Es hablado únicamente por el 0.1 % de la población. |
| Sipakapense          | Maya        | K'iche'       | 4155               | Datos de 2018. Lo habla únicamente el 0.03 %, en el municipio de Sipacapa en el departamento de San Marcos. |
| Garífuna             | Arahuaca    | Caribeña      | 2856               | Datos de 2018. Aunque no es un lenguaje del tronco maya, este idioma, propio de los habitantes de Izabal, es uno de los idiomas que se sembraron en tierras guatemaltecas, luego de que los Garinagu huyeran de St. Vincent al ser perseguidos por los británicos. Es hablado por el 0.02 % de la población del país. |
| Uspanteko            | Maya        | K'iche'       | 5125               | Datos de 2018. Es hablado en los municipios de Uspantán y Chicamán en el departamento de El Quiché. Es hablado únicamente por el 0.04 % de la población. |
| Tektiteko            | Maya        | Mam           | 3009               | Datos de 2018. Es hablado en el municipio de Tectitán en el departamento de Huehuetenango, por el 0.02 % de la población del país. |
| Mopan                | Maya        | Yucateca      | 2011               | Datos de 2018. Se habla en el departamento de El Petén, por el 0.03 % de la población del país. |
| Chalchiteko          | Maya        | Mam           | 21 550             | Datos de 2018. Es hablado por el pueblo de Chalchitán, ahora anexado como un barrio al municipio de Aguacatán en el departamento de Huehuetenango. Es hablado por 0.16 % de la población del país. |
| Xinca                | Aislada     | Lenguas xinca | 2755               | Datos de 2018. Es una lengua no emparentada con las lenguas mayas. El xinca es hablado por unas 2000 personas en los departamentos de Santa Rosa y Jutiapa y Jalapa (Santa Maria Xalapan) actualmente es una lengua amenazada en peligro de extinguirse, hablada por el 0.02 % de la población del país.              |
| Itza'                | Maya        | Yucateca      | 406                | Datos de 2018. Es hablado en 6 municipios del departamento de Petén, por el 0.003 % de la población del país |